# Oleh Joltuchowskyj
Oleh Joltuchowskyj (ukrainisch Олег Йолтуховський; * 21. Juni 1987) ist ein ehemaliger ukrainischer Skilangläufer.

## Werdegang
Joltuchowskyj startete ab Januar 2009 im Skilanglauf-Eastern-Europe-Cup. Bereits ab dem ersten Rennen in Charkiw lief er in die Punkteränge. Bis 2011 startete er jährlich nur in Charkiw, wobei er im Sprint 2011 mit dem fünften Platz sein bestes Resultat erreichte. Im November und Dezember 2012 startete er mit wechselndem Erfolg bei FIS-Rennen in Finnland. Im Januar folgten erneute Einsätze im Eastern Europe Cup.
Am 26. Juli 2013 gab Joltuchowskyj sein Debüt im Rollerski-Weltcup. In Nischni Nowgorod lief er in beiden Einzelrennen in die Punkteränge. Im Teamsprint erreichte er mit Iwan Bilossjuk den fünften Rang. Bei den folgenden Rollerski-Weltmeisterschaften 2013 in Bad Peterstal lief er im Sprint sowie im 20-km-Einzel unter die Top 20. Im Teamsprint lief er gemeinsam mit Bilosjuk auf den sechsten Rang. Das abschließende Massenstart-Rennen beendete er auf dem 22. Platz. Nachdem Joltuchowskyj im folgenden November wieder in Finnland gestartet war, reiste er im Dezember zur Winter-Universiade 2013. Nachdem er dort ohne Top-Platzierung geblieben war, reiste er nach Tyssowez, wo er beim FIS-Rennen im Sprint als Zweiter erstmals das Podium erreichte. Ein Jahr später bei der Winter-Universiade 2015 in Štrbské Pleso blieb er erneut ohne Top-Platzierung. 
Im Juli 2015 kam Joltuchowskyj im lettischen Madona erneut im Rollerski-Weltcup zum Einsatz und lief in allen drei Rennen in die Punkteränge. Zu Beginn des Winters 2015/16 kam er in Vuokatti im Rahmen des Skilanglauf-Scandinavian-Cup zum Einsatz. Nachdem er in den ersten beiden Rennen jedoch nicht antrat, konnte er das dritte Rennen nicht beenden. Im Juli 2016 lief er im Rollerski-Weltcup von Oroslavje erstmals in die Top 10. Diesen Erfolg wiederholte er in Schweden und wurde Neunter in Sollefteå. Im September erreichte er in Tschernihiw mit Platz vier sein bis dahin bestes Einzelresultat.
Im Februar und März 2017 gehörte Joltuchowskyj zum ukrainischen Langlaufkader bei den Nordischen Skiweltmeisterschaften. Nach Platz 94 im Sprint wurde er im Skiathlon überrundet und schied aus. Auch mit der ukrainischen Staffel musste er nach Überrundung das Rennen vorzeitig beenden. Zudem lief er in Otepää sein einziges Rennen im Skilanglauf-Weltcup, welches er auf dem 82. Platz im Sprint beendete.

## Erfolge

### Eastern-Europe-Cup-Gesamtplatzierungen
| Saison  | Punkte | Platz |
| ------- | ------ | ----- |
| 2008/09 | 24     | 102.  |
| 2009/10 | 10     | 123.  |
| 2010/11 | 69     | 54.   |
| 2012/13 | 32     | 80.   |
| 2015/16 | 24     | 118.  |

### Rollerski-Weltcup-Gesamtplatzierungen
| Saison | Punkte | Platz |
| ------ | ------ | ----- |
| 2015   | 32     | 59.   |
| 2016   | 223    | 9.    |